# Xu Huan
Xu Huan (chinesisch 徐欢; * 6. März 1999 in Xuzhou, Jiangsu) ist eine chinesische Fußballtorhüterin.

## Karriere

### Vereine
Derzeit ist sie für Jiangsu Yinhao aktiv.

### Nationalmannschaft
Mit der chinesischen U20 nahm sie an der Weltmeisterschaft 2018 teil und stand hier als Stammtorhüterin bei allen drei Partien fest im Kasten.
Zuvor gehörte sie auch bereits der Mannschaft bei der Asienmeisterschaft 2018 an, bekam hier aber keinen Einsatz. Auch bei der Weltmeisterschaft 2019 war sie dabei, blieb hier aber ebenfalls ohne Einsatz. Irgendwann im Jahr 2019 hatte sie dann aber erstmals einen Einsatz zwischen den Pfosten. Ebenfalls bei der Asienmeisterschaft 2022 verblieb sie jedoch auch hier ohne Einsatz.
Am 5. Juli 2023 wurde sie für den finalen Kader bei der Weltmeisterschaft 2023 nominiert. Beim ersten Gruppenspiel gegen Dänemark hatte sie dann ihr finales Turnier-Debüt.